# البراق (دابة)
البراق دابّة من مخلوقات الله، يُعتقد أنها كانت مُخصّصة لكي يُحْمَل عليها الأنبياء، وقد ورد ذكرها في بعض الأحاديث النبوية في سيرة النبي محمد. وحسب هذه الأحاديث فإنها حملت الرسول محمد من مكة في الحجاز إلى المسجد الأقصى في بيت المقدس ليلة الإسراء والمعراج. وعند وصوله ربطها الرسول عند جدار يعرفه المسلمون بحائط البراق. ووصف في صحيح البخاري بأنه أبيض دون البغل وفوق الحمار. ويقال في تسمية الحائط الغربي للمسجد الأقصى - بحائط البراق أن الملاك جبريل قام بربط البراق بالحائط إلى أن دخل النبي محمد إلى المسجد وصلى في المسجد ثم رجع إليها ليصعد بها إلى السماوات ثم عاد به إلى مكة مرة أخرى.

## وصف الدابة
عن أنس، أن رسول الله صلى الله عليه وسلم، قال: «أُتِيتُ بِالْبُرَاقِ وَهُوَ دَابَّةٌ أَبْيَضُ، فَوْقَ الْحِمَارِ وَدُونَ الْبَغْلِ , يَضَعُ حَافِرَهُ عِنْدَ مُنْتَهَى طَرَفِهِ، فَرَكِبْتُهُ، فَسَارَ بِي حَتَّى أَتَيْتُ بَيْتَ الْمَقْدِسِ ...» إلى أخر الحديث الشريف.

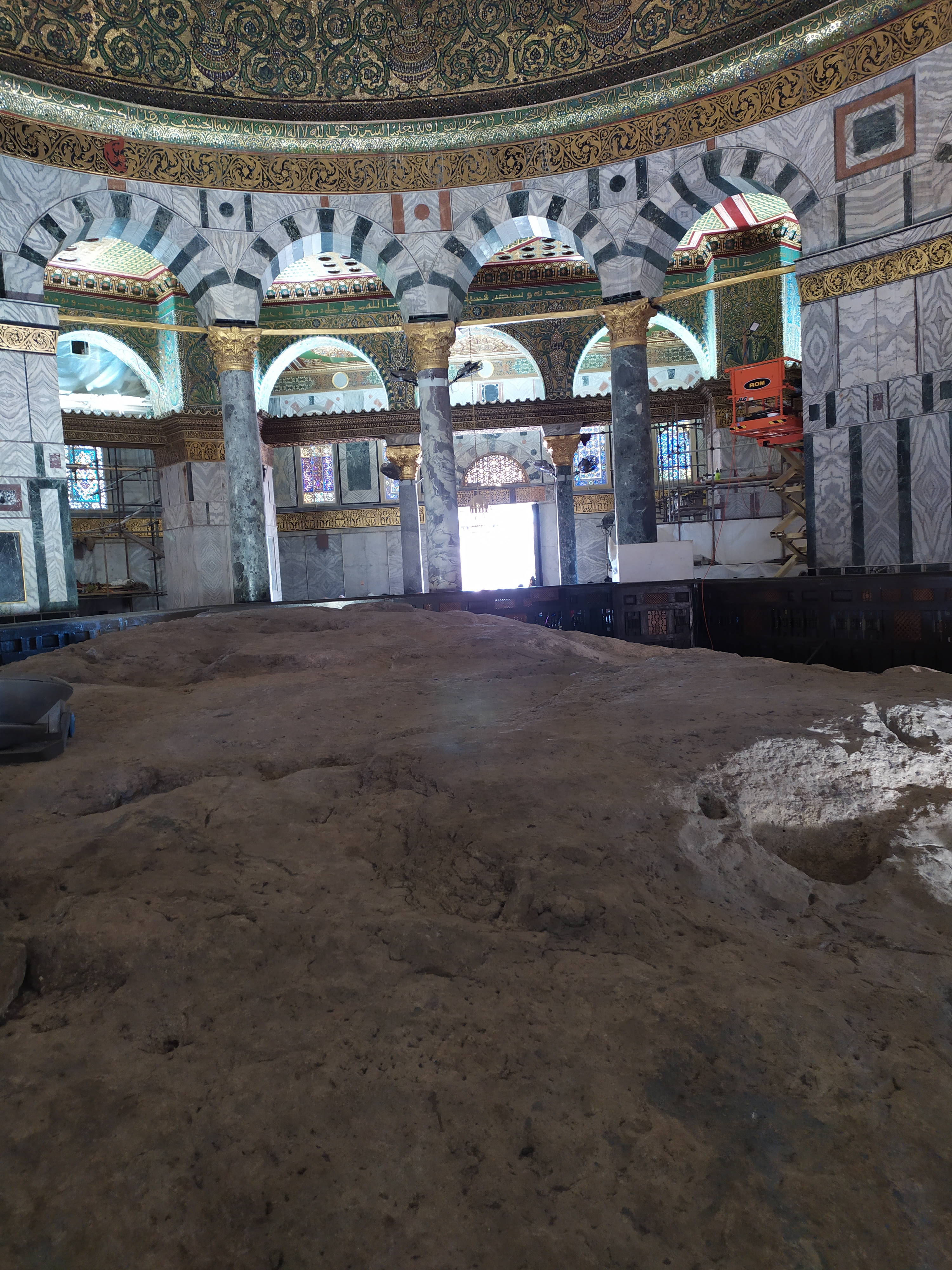
قبة الصخرة المشرفة من الداخل،تظهر الصخرة التي أقيمت عليها القبة الذهبية

و تلخيص وصف البراق في الأحادث النبوية الصحيحة:
- لونه أبيض.
- حجمه أكبر من الحمار ودون البغل.
- سريع في التنقل.

## رحلة الإسراء والمعراج
وفقاً للتاريخ الإسلامي، بدأت الرحلة بعد 10 أعوام من البعثة النبوية، بعد موت أبو طالب عم النبي، وبعد موت خديجة، وبعد أن ذهب النبي إِلَى الطائف وردّه أهلها، وهو العام الذي يسمى عام الحزن، لأن النبي لقي فيه الأذى الشديد والألم والتعب خلال القرن السابع الميلادي. وكان محمد في مكة المكرمة مسقط رأسه، في منزل عمه أبو طالب. بعد ذلك، ذهب النبي محمد إلى المسجد الحرام. بينما كان يستريح في الكعبة، جاءه جبريل الملاك ثم جاء جبريل بالبراق، وهي دابّة عجيبة تضع حافرها عند منتهى بصرها، ثم سافروا إلى «المسجد الأقصى» فوجد الأنبياء والرسل صلوات الله وسلامه عليهم أجمعين. فصلى بهم النبي ركعتين، ثم بدأت رحلة المعراج، من المسجد الأقصى إلى السماوات العلا في صحبة ملك الوحي «جبريل».
وفي هذه الرحلة المهيبة صعد النبي إلى سماء تلو الأخرى، فشاهد عددًا من الأنبياء والرسل كالنبي آدم، وعيسى ابن مريم، ويحيى بن زكريا، ويوسف، وإدريس، وهارون، وموسى، فرحبوا به أجمعين ودعوا له بالخير، ثم صعد إلى السماء السابعة فالتقى بأبي الأنبياء إبراهيم، فسلم عليه النبي، ثم رُفع إلى «سدرة المنتهى»؛ وهي مكان ينتهي عنده علم كل نبي مرسل.
قال الله تعالى: ﴿سُبْحَانَ الَّذِي أَسْرَى بِعَبْدِهِ لَيْلًا مِنَ الْمَسْجِدِ الْحَرَامِ إِلَى الْمَسْجِدِ الْأَقْصَى الَّذِي بَارَكْنَا حَوْلَهُ لِنُرِيَهُ مِنْ آيَاتِنَا إِنَّهُ هُوَ السَّمِيعُ الْبَصِيرُ ۝١﴾ [الإسراء:1].

## في حياة النبي إبراهيم
بحسب مصادر التراث الإسلامي فالبراق أيضا كانت مركب للنبي إبراهيم عندما كان يزور زوجته هاجر وابنه إسماعيل، فقد كان النبي إبراهيم يعيش في فلسطين مع زوجته سارة، وكان البراق ينقلة إلى مكة لرؤية عائلته ويعود به إلى فلسطين، فقد ورد في كتاب فتح الباري لابن حجر العسقلاني من حديث أبي جهيم: «كان إبراهيمُ يزورُ هاجرَ كلَّ شهرٍ على البراقِ يغْدو غدوةً فيأتي مكةَ ثُمَّ يرجعُ فيقيلُ في منزلهِ بالشام».

## الأثر الثقافي
- حائط البراق في القدس في فلسطين وهو مكان ربط النبي محمد صلى الله عليه وسلم للبراق.
- أسم البُراق أو بُراق يعطى في تركيا للمواليد الذكور ولقب في البوسنة والهرسك وبولندا.
- طيران البُراق شركة طيران في ليبيا وأيضا خطوط طيران في أندونيسيا (أغلقت عام 2006).
- قطار البُراق بالمغرب أول قطار فائق السرعة بالمغرب تم تدشينه سنة 2018.